# Lakota (priimek)
Lakota je redkejši  priimek v Sloveniji, ki ga je po podatkih Statističnega urada Republike Slovenije na dan 31. decembra 2007 uporabljalo 125 oseb in po pogostosti uporabe med vsemi uporabljenimi priimki zavzema 3.542. mesto.

## Znani nosilci priimka
- Peter Lakota (*1937), večkratni državni prvak v alpskem smučanju, projektant smučarskih prog (inž. gozdarstva)